# Dietmar Schwarz (Ruderer)
Dietmar Schwarz (* 30. Juli 1947 in Berlin) ist ein ehemaliger Ruderer aus der Deutschen Demokratischen Republik, der 1972 eine olympische Bronzemedaille mit dem Achter gewann.
Schwarz begann 1961 als Steuerman beim ASK Vorwärts Berlin. Als die Ruderer nach Rostock delegiert wurden, wechselte Schwarz zum SC Dynamo Berlin, wo er unter Elmar Antony trainierte. 1971 stellt Antony einen neuen Vierer mit Steuermann zusammen: Harold Dimke als Schlagmann, Manfred Schneider, Manfred Schmorde, Hartmut Schreiber und Steuermann Dietmar Schwarz gewannen nicht nur bei den DDR-Meisterschaften den Titel, sondern belegten auch bei der Europameisterschaft in Kopenhagen den zweiten Platz hinter dem bundesdeutschen Bullenvierer mit Peter Berger am Schlag.
1972 wechselte der komplette Vierer in den Achter, der bei den Olympischen Spielen auf der Regattastrecke Oberschleißheim in der Besetzung Hans-Joachim Borzym, Jörg Landvoigt, Harold Dimke, Manfred Schneider, Hartmut Schreiber, Manfred Schmorde, Bernd Landvoigt, Heinrich Mederow und Dietmar Schwarz antrat. Der Achter belegte im Vorlauf den dritten Platz hinter den Booten aus der Sowjetunion und aus den Niederlanden, gewann aber sein Halbfinale vor den Booten aus der Sowjetunion und aus den Vereinigten Staaten. Im Finale siegten die Neuseeländer, mit sechs Hundertstelsekunden Rückstand auf die Vereinigten Staaten erruderten die DDR-Ruderer die Bronzemedaille.
Dietmar Schwarz ist gelernter Kellner. Er war nach seiner Karriere als Sportinstrukteur und als Gaststättenleiter tätig.